# Falcão do Morro Itaquerense
A S.A.S Falcão do Morro Itaquerense foi uma escola de samba da cidade de São Paulo, sediada na Vila Corberi, com sede na Rua Coronel Vivida, 45.

## História
Foi fundado em 09 de agosto de 1970, com o nome de "Falcão do Morro Itaquerense", nome este inspirado num clube de mesmo nome, considerado histórico em Itaquera.
Estreou em 1971 no Grupo 3, chegando ao Grupo 2 (hoje Grupo de Acesso), porém, ficou oscilando entre os Grupos 3 e 4 por um bom período. Após isso, o Falcão ficou 2 anos fora do Carnaval, retornando em 2009. 
Em 2010, após um mau desfile, onde obteve menos do que 60,00 pontos, a escola foi suspensa pela UESP, por isso, de acordo com o regulamento, só poderia retornar aos desfiles oficiais no ano de 2016.

## Carnavais
| Ano                         | Colocação    | Grupo         | Enredo                                                                                        | Ref. |
| --------------------------- | ------------ | ------------- | --------------------------------------------------------------------------------------------- | ---- |
| 1971                        | 5º           | Grupo 3       | Contribuição africana para o samba e cultura brasileira                                       |      |
| 1972                        | Descl.       | Grupo 3       | Brasil, terra dos reis                                                                        |      |
| 1973                        | 4º           | Grupo 3       |                                                                                               |      |
| 1974                        | 8º           | Grupo 2       | Maria Efigênia, a paixão do senhor branco                                                     |      |
| 1975                        | 6º           | Grupo 2       |                                                                                               |      |
| 1976                        | 6º           | Grupo 2       | Lenda das estrelas                                                                            |      |
| 1977                        | 4º           | Grupo 2       | As minas de prata                                                                             |      |
| 1978                        | 5º           | Grupo 2       | Poema barroco                                                                                 |      |
| 1979                        | 6º           | Grupo 2       | Alma Sonora brasileira - Maestro Villa Lobos                                                  |      |
| 1980                        | 9º           | Grupo 2       | Os mitos da História com lirismo e amor                                                       |      |
| 1981                        | 9º           | Grupo 3       | Lendas da imaginação de um povo                                                               |      |
| 1982                        | 11º          | Grupo 4       | Itaquera - São Paulo crescente                                                                |      |
| 1983                        | 4º           | Vaga Aberta   | Caldeirão de todas as raças - Brasil                                                          |      |
| 1984                        | 10º          | Grupo 4       | Carnaval alegria do povo                                                                      |      |
| 1985                        | 2º           | Vaga Aberta   | Sabor negro do Brasil                                                                         |      |
| 1986                        | 5º           | Grupo 4       | Do grito ao metrô                                                                             |      |
| 1987                        | 10º          | Grupo 4       |                                                                                               |      |
| 1988                        | Descl.       | Grupo 4       | Mistérios e fascinações                                                                       |      |
| 1989                        | 10º          | Grupo 4       | Homenagem a primeira Escola de Samba                                                          |      |
| 1990                        | 9º           | Grupo 4       | Semente do samba                                                                              |      |
| 1991                        | Descl.       | Seleção B     |                                                                                               |      |
| 1992                        | 1º           | Seleção B     | Rei por um dia                                                                                |      |
| 1993                        | 3º           | Grupo 4       |                                                                                               |      |
| 1994                        | 8º           | Grupo 3       | Criança Esperança                                                                             |      |
| 1995                        | 8º           | Grupo 4       | Brasil em forma de aquarela                                                                   |      |
| 1996                        | 2º           | Seleção A     | Kalunga, raiz da tradição                                                                     |      |
| 1997                        | 4º           | Grupo 4       |                                                                                               |      |
| 1998                        | 3º           | Grupo 3 Leste | O Samba e suas raízes                                                                         |      |
| 1999                        | 3º           | Grupo 3 Leste | Um reino para música - a ordem do Rei é cantar                                                |      |
| 2000                        | 6º           | Grupo 3 Leste | Brasil - das caravelas ao Computador                                                          |      |
| 2001                        | 4º           | Grupo 3 Leste | Da Árica ao Brasil - O Afro-brasileiro                                                        |      |
| 2002                        | 5º           | Grupo 3 Leste | Raízes portuguesas na poesia brasileira - Trovadorismo                                        |      |
| 2003                        | 9º           | Grupo 3 Leste | Na batida do Tambor                                                                           |      |
| 2004                        | 9º           | Grupo 3 Leste | São Paulo terra de gente boa                                                                  |      |
| 2005                        | 9º           | Espera        | Entre lendas, fatos e tradições - sobre pedras eu venci, estou aqui                           |      |
| 2006                        | 5º           | Espera        | Previsões 2006                                                                                |      |
| Não desfilou em 2007 e 2008 |              |               |                                                                                               |      |
| 2009                        | 9º Lugar     | 4-UESP        | Falcão do Morro num voo de encantos e belezas faz na avenida uma festa portuguesa com certeza |      |
| 2010                        | 8º Lugar     | 4-UESP        | Amazônia, Coração do Planeta                                                                  |      |
| 2011                        | Não Desfilou | Suspensa      | O Jogo virou, o Falcão voo. Sou campeão e isso ninguém esperou                                |      |